# János Bolyai
János Bolyai (1802-1860) là nhà toán học người Hungary. Ông là đối thủ của nhà toán học người Nga Nikolay Ivanovich Lobachevsky. Năm 1832, ông công bố công trình của mình về hình học phi Euclid. Nhưng bi quan vì quan điểm của mình không được mọi 
người thừa nhận, ông không tiếp tục nghiên cứu về hình học phi Euclid nữa, nhất là sau khi đọc cuốn sách của Lobachevsky được dịch sang tiếng Đức.